# Atletismo en los Juegos del Pacífico 2019
El Atletismo en los Juegos del Pacífico 2019 se disputó del 15 al 20 de julio en el Apia Park de Apia, Samoa donde se disputaron 43 eventos con 21 naciones participantes.

## Participantes
Participaron 21 naciones en el evento, incluyendo por primera vez la aparición de atletas de Australia y Nueva Zelanda:
| - Samoa Americana (3) - Australia (7) - Islas Cook (3) - Micronesia (6) - Fiyi (26) - Guam (13) - Kiribati (4) | - Islas Marshall (1) - Nauru (10) - Nueva Caledonia (17) - Nueva Zelanda (5) - Islas Marianas del Norte (8) - Palaos (8) - Papúa Nueva Guinea (48) | - Samoa (67) - Islas Salomón (29) - Polinesia Francesa (17) - Tonga (18) - Tuvalu (2) - Vanuatu (20) - Wallis y Futuna (13) |

## Resultados

### Masculino
| Evento                        | Oro                                                                         | Oro                   | Plata                                                                | Plata                  | Bronce                                                             | Bronce           | Ref    |
| ----------------------------- | --------------------------------------------------------------------------- | --------------------- | -------------------------------------------------------------------- | ---------------------- | ------------------------------------------------------------------ | ---------------- | ------ |
| 100 m (wind: -0.8 m/s)        | Banuve Tabakaucoro Fiyi                                                     | 10.31 (GR)            | Jeremy Dodson Samoa                                                  | 10.48                  | Kelvin Masoe Samoa                                                 | 10.56 (PB)       | [ 1 ]  |
| 200 m (wind: -1.0 m/s)        | Banuve Tabakaucoro Fiyi                                                     | 20.87 (SB)            | Jeremy Dodson Samoa                                                  | 20.91                  | Theo Piniau Papúa Nueva Guinea                                     | 21.70 (SB)       | [ 2 ]  |
| 400 m                         | Steven Solomon Australia                                                    | 45.62 (GR)            | Daniel Baul Papúa Nueva Guinea                                       | 47.31 (PB)             | Benjamin Aliel Papúa Nueva Guinea                                  | 47.63 (PB)       | [ 3 ]  |
| 800 m                         | Alex Beddoes Islas Cook                                                     | 1:53.18               | Ephraim Lerkin Papúa Nueva Guinea                                    | 1:53.78                | Petero Veitaqomaki Fiyi                                            | 1:54.72          | [ 4 ]  |
| 1500 m                        | Alex Beddoes Islas Cook                                                     | 4:03.13               | Messach Fred Papúa Nueva Guinea                                      | 4:06.09                | Petero Veitaqomaki Fiyi                                            | 4:07.10          | [ 5 ]  |
| 5000 m                        | Samuel Aragaw Polinesia Francesa                                            | 15:45.54              | Avikash Lal Fiyi                                                     | 15:48.93               | James Gundu Papúa Nueva Guinea                                     | 14:57.00         | [ 6 ]  |
| 10000 m                       | Simbai Kaspar Papúa Nueva Guinea                                            | 33:34.90 (SB)         | Siune Kagl Papúa Nueva Guinea                                        | 33:36.86               | James Gundu Papúa Nueva Guinea                                     | 33:39.01         | [ 7 ]  |
| Media Maratón                 | Avikash Lal Fiyi                                                            | 1:12:06 (SB)          | Samuel Aragaw Polinesia Francesa                                     | 1:14:23 (SB)           | Derek Mandell Guam                                                 | 1:15:05          | [ 8 ]  |
|                               |                                                                             |                       |                                                                      |                        |                                                                    |                  |        |
| 110 m vallas (wind: +2.0 m/s) | Mosese Foliaki Tonga                                                        | 14.52 (PB)            | Talatala Po'oi Tonga                                                 | 14.55                  | Kolone Alefosio Samoa                                              | 14.88            | [ 9 ]  |
| 400 m vallas                  | Ian Dewhurst Australia                                                      | 50.86 (GR)            | Daniel Baul Papúa Nueva Guinea                                       | 51.80 (PB)             | Ephraim Lerkin Papúa Nueva Guinea                                  | 52.82            | [ 10 ] |
| 3000 m vallas                 | Simbai Kaspar Papúa Nueva Guinea                                            | 9:37.14               | Sapolai Yao Papúa Nueva Guinea                                       | 10:14.17               | Andipas Georasi Papúa Nueva Guinea                                 | 10:16.44         | [ 11 ] |
|                               |                                                                             |                       |                                                                      |                        |                                                                    |                  |        |
| Relevo 4 × 100 m              | Fiyi Albert Miller Jr Tony Lemeki Jim Colasau Banuve Tabakaucoro            | 40.18 (SB)            | Samoa Shupeng Ah Vui Kelvin Masoe Kolone Alefosio Jeremy Dodson      | 40.26 (NR)             | Papúa Nueva Guinea Linus Kuravi Thoa Ora Manoka John Michael Penny | 41.34            | [ 12 ] |
| Relevo 4 × 400 m              | Papúa Nueva Guinea Benjamin Aliel Emmanuel Wanga Shadrick Tansi Daniel Baul | 3:13.06 (SB)          | Fiyi Meli Romuakalou Petero Veitaqomaki Samuela Railoa Kameli Ravuci | 3:15.98                | Vanuatu Tikie Mael Andrew Mahittatan Obediah Timbaci Nathan Kalman | 3:17.90          | [ 13 ] |
|                               |                                                                             |                       |                                                                      |                        |                                                                    |                  |        |
| Salto de altura               | Mosese Foliaki Tonga                                                        | 2.06m (NR)            | Malakai Kaiwalu FiyiPeniel Richard Papúa Nueva Guinea                | 1.99m1.99m (SB)        | no hubo                                                            |                  | [ 14 ] |
| Pole vault                    | Éric Reuillard Nueva Caledonia                                              | 4.60m                 | Timona Poareu Polinesia Francesa                                     | 4.60m                  | Kaisa Pakileata Tonga                                              | 3.50m            | [ 15 ] |
| Salto Largo                   | Kelvin Masoe Samoa                                                          | 7.65m (-2.2 m/s) (NR) | Marvin Delaunay-Belleville Nueva Caledonia                           | 7.27m (-2.0 m/s) (PB)  | Peniel Richard Papúa Nueva Guinea                                  | 7.01m (-2.6 m/s) | [ 16 ] |
| Salto Triple                  | Eugene Vollmer Fiyi                                                         | 15.53 m (NWI)         | Peniel Richard Papúa Nueva Guinea                                    | 15.51m (-0.3 m/s) (PB) | Ulric Buama Nueva Caledonia                                        | 14.45m (NWI)     | [ 17 ] |
|                               |                                                                             |                       |                                                                      |                        |                                                                    |                  |        |
| Impulso de Bala               | Mustafa Fall Fiyi                                                           | 17.75m (NR)           | Tumatai Dauphin Polinesia Francesa                                   | 17.40m (SB)            | Nathaniel Sulupo Samoa                                             | 16.07m (SB)      | [ 18 ] |
| Lanzamiento de Disco          | Stephen Mailagi Wallis y Futuna                                             | 50.03m (PB)           | Selevasio-Ryan Valao Wallis y Futuna                                 | 49.54m                 | Nathaniel Sulupo Samoa                                             | 48.03m           | [ 19 ] |
| Lanzamiento de Martillo       | Erwan Cassier Nueva Caledonia                                               | 57.19m (SB)           | Petelo Toto Nueva Caledonia                                          | 54.85m                 | Debono Paraka Papúa Nueva Guinea                                   | 36.57m           | [ 20 ] |
| Lanzamiento de Javalina       | Felise Vaha'i-Sosaia Wallis y Futuna                                        | 62.41m (PB)           | Laurence Faapoi Tasi Samoa                                           | 53.53m                 | Lakona Gerega Papúa Nueva Guinea                                   | 52.72m           | [ 21 ] |
|                               |                                                                             |                       |                                                                      |                        |                                                                    |                  |        |
| Decatlón                      | Florian Geffrouais Nueva Caledonia                                          | 7,419 pts (GR)        | Karo Iga Papúa Nueva Guinea                                          | 6,643 pts              | Timona Poareu Polinesia Francesa                                   | 6,521            | [ 22 ] |

### Femenino
| Evento                        | Oro                                                                | Oro               | Plata                                                                | Plata             | Bronce                                                            | Bronce            | Ref    |
| ----------------------------- | ------------------------------------------------------------------ | ----------------- | -------------------------------------------------------------------- | ----------------- | ----------------------------------------------------------------- | ----------------- | ------ |
| 100 m (wind: -0.4 m/s)        | Toea Wisil Papúa Nueva Guinea                                      | 11.56             | Heleina Young Fiyi                                                   | 11.82             | Leonie Beu Papúa Nueva Guinea                                     | 11.94             | [ 23 ] |
| 200 m (wind: 2.4 m/s)         | Toea Wisil Papúa Nueva Guinea                                      | 23.45             | Heleina Young Fiyi                                                   | 24.01             | Leonie Beu Papúa Nueva Guinea                                     | 24.40             | [ 24 ] |
| 400 m                         | Toea Wisil Papúa Nueva Guinea                                      | 53.90             | Leonie Beu Papúa Nueva Guinea                                        | 55.71             | Takina Bernardino Polinesia Francesa                              | 56.35             | [ 25 ] |
| 800 m                         | Keely Small Australia                                              | 2:10.53           | Donna Koniel Papúa Nueva Guinea                                      | 2:14.17           | Jenny Albert Papúa Nueva Guinea                                   | 2:16.30           | [ 26 ] |
| 1500 m                        | Poro Gahekave Papúa Nueva Guinea                                   | 4:42.04 (PB)      | Genina Criss Guam                                                    | 4:51.36           | Lyanne Tibu Papúa Nueva Guinea                                    | 4:52.04           | [ 27 ] |
| 5000 m                        | Poro Gahekave Papúa Nueva Guinea                                   | 18:27.46 (PB)     | Mary Tenge Papúa Nueva Guinea                                        | 19:14.50          | Dianah Matekali Islas Salomón                                     | 19:31.38          | [ 28 ] |
| 10000 m                       | Sharon Firisua Islas Salomón                                       | 41:19.92          | Margaret Kuras Vanuatu                                               | 42:14.65          | Dianah Matekali Islas Salomón                                     | 42:27.90          | [ 29 ] |
| Media Maratón                 | Margaret Kuras Vanuatu                                             | 1:29:55           | Dianah Matekali Islas Salomón                                        | 1:30:10           | Sharon Firisua Islas Salomón                                      | 1:32:36           | [ 30 ] |
|                               |                                                                    |                   |                                                                      |                   |                                                                   |                   |        |
| 100 m vallas (wind: +0.1 m/s) | Brianna Beahan Australia                                           | 13.17 (GR)        | Adrine Monagi Papúa Nueva Guinea                                     | 13.99             | Esther Wejieme Nueva Caledonia                                    | 14.25             | [ 31 ] |
| 400 m vallas                  | Donna Koniel Papúa Nueva Guinea                                    | 1:00.14           | Ana Baleveicau Fiyi                                                  | 1:01.01           | Annie Topal Papúa Nueva Guinea                                    | 1:02.39           | [ 32 ] |
| 3000 m vallas                 | Poro Gahekave Papúa Nueva Guinea                                   | 11:38.42          | Mary Tenge Papúa Nueva Guinea                                        | 11:59.25          | Alison Bowman Guam                                                | 12:15.65          | [ 33 ] |
|                               |                                                                    |                   |                                                                      |                   |                                                                   |                   |        |
| Relevo 4 × 100 m              | Fiyi Younis Bese Elenani Tinai Makereta Naulu Heleina Young        | 45.76             | Papúa Nueva Guinea Adrine Monagi Leonie Beu Nancy Malamut Toea Wisil | 45.97 (NR)        | Vanuatu Roslyn Nalin Lyza Malres Lesbeth Kalopong Nerry Bongnaim  | 50.34             | [ 34 ] |
| Relevo 4 × 400 m              | Papúa Nueva Guinea Leonie Beu Isilia Apkup Donna Koniel Toea Wisil | 3:44.86           | Fiyi Heleina Young Ana Baleveicau Serenia Ragatu Elenani Tinai       | 3:46.72           | Vanuatu Valentine Hello Lesbeth Kalopong Lyza Malres Roslyn Nalin | 3:59.54           | [ 35 ] |
|                               |                                                                    |                   |                                                                      |                   |                                                                   |                   |        |
| Salto de altura               | Shawntell Lockington Fiyi                                          | 1.68m             | Rellie Kaputin Papúa Nueva Guinea                                    | 1.65m             | Candice Richer Polinesia Francesa                                 | 1.59m             | [ 36 ] |
| Salto Largo                   | Rellie Kaputin Papúa Nueva Guinea                                  | 6.15m (+0.0 m/s)  | Annie Topal Papúa Nueva Guinea                                       | 5.68m (+1.3 m/s)  | Lyza Malres Vanuatu                                               | 5.55m (+0.7 m/s)  | [ 37 ] |
| Salto Triple                  | Annie Topal Papúa Nueva Guinea                                     | 12.91m (-3.7 m/s) | Rellie Kaputin Papúa Nueva Guinea                                    | 12.44m (-2.5 m/s) | Candice Richer Polinesia Francesa                                 | 11.45m (-1.8 m/s) | [ 38 ] |
|                               |                                                                    |                   |                                                                      |                   |                                                                   |                   |        |
| Impulso de Bala               | ʻAta Maama Tuutafaiva Tonga                                        | 16.61m (PB)       | Nuuausala Tuilefano Samoa Americana                                  | 13.12m            | Vaihina Doucet Polinesia Francesa                                 | 12.63m            | [ 39 ] |
| Lanzamiento de Disco          | Lesly Filituulaga Nueva Caledonia                                  | 45.41m            | Tereapii Tapoki Islas Cook                                           | 44.63m            | ʻAta Maama Tuutafaiva Tonga                                       | 40.39m            | [ 40 ] |
| Lanzamiento de Martillo       | Alexandra Hulley Australia                                         | 64.37m (GR)       | Ellise Takosi Nueva Caledonia                                        | 51.73m            | Jacklyn Travertz Papúa Nueva Guinea                               | 47.99m            | [ 41 ] |
| Lanzamiento de Javalina       | Sharon Toako Papúa Nueva Guinea                                    | 47.13m            | Linda Selui Nueva Caledonia                                          | 45.49m            | Gwoelani Patu Polinesia Francesa                                  | 42.17m            | [ 42 ] |
|                               |                                                                    |                   |                                                                      |                   |                                                                   |                   |        |
| Heptatlón                     | Elenani Tinai Fiyi                                                 | 4,550 pts         | Raylynne Kanam Papúa Nueva Guinea                                    | 4,101 pts         | Edna Boafob Papúa Nueva Guinea                                    | 3,848 pts         | [ 43 ] |

- GR: Récord Continental.
- PB: Récord Personal.
- SB: Récord del Año.
- NR: Récord Nacional.

## Medallero
| #  | País               | Medalla de oro | Medalla de plata | Medalla de bronce | Total |
| -- | ------------------ | -------------- | ---------------- | ----------------- | ----- |
| 1  | Papúa Nueva Guinea | 14             | 20               | 17                | 41    |
| 2  | Fiyi               | 10             | 7                | 3                 | 20    |
| 3  | Nueva Caledonia    | 9              | 7                | 3                 | 19    |
| 4  | Australia          | 5              | 0                | 0                 | 5     |
| 5  | Tonga              | 3              | 1                | 2                 | 6     |
| 6  | Islas Cook         | 2              | 1                | 0                 | 3     |
| 6  | Wallis y Futuna    | 2              | 1                | 0                 | 3     |
| 8  | Samoa              | 1              | 4                | 4                 | 9     |
| 9  | Polinesia Francesa | 1              | 3                | 6                 | 10    |
| 9  | Vanuatu            | 1              | 3                | 6                 | 10    |
| 11 | Islas Salomón      | 1              | 1                | 5                 | 6     |
| 12 | Guam               | 0              | 1                | 1                 | 2     |
| 13 | Samoa Americana    | 0              | 1                | 0                 | 1     |